# 原產國

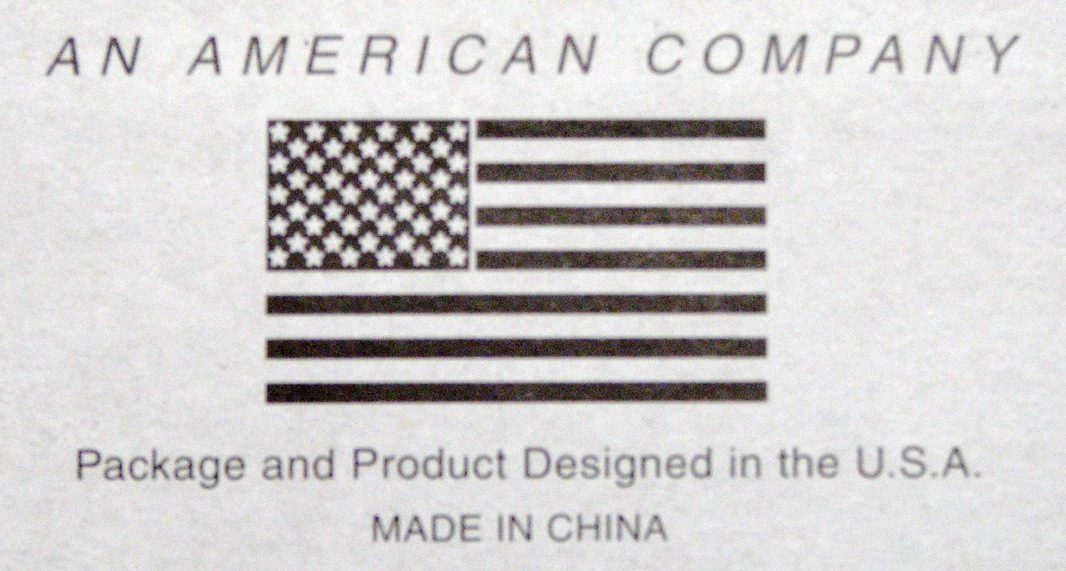
這一原产国标签註明該產品是在美国设计但在中国制造

原产国（Country of origin）又稱原產地，是產品的一種屬性，指的是產品是在哪些國家生產、製造、設計的，或是產品品牌的來源國家。若是跨國品牌，依照其價值產生過程的不同，原产国可能會包括多個國家。
不同的国家和國際條約對原產國標準（Rules of origin）的認定並不一致。
考古证据表明，大约4,000年前，就有人在商品的包装上注明了產品的生产地点。